# Cratere Tibong
Tibong  è un cratere sulla superficie di Cerere.